# Philippe Decouflé

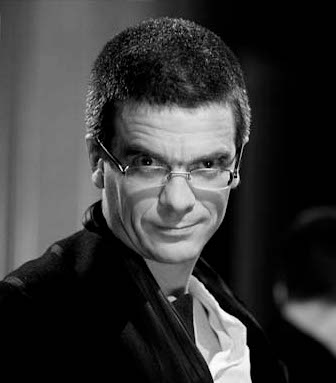
Philippe Decouflé (2006).

Philippe Decouflé es un bailarín y coreógrafo francés nacido en París en 1961. Formado en diversas disciplinas como el circo y el mimo (con Marcel Marceau), ha trabajado con Merce Cunningham y Alwin Nikoilaïs. 

## Biografía
De adolescente soñaba con convertirse en payaso, y se apuntó a la Escuela nacional de circo. Completó su formación en la escuela de mimo Marceau y el CNDC. Sus cualidades interpretativas llamaron la atención de Alwin Nikolaïs, y con 18 años se integró a su compañía. También tomó cursos con Merce Cunningham en Nueva York, y bailó para R.Chopinot y K.Armitage. 
En 1983 ganó el primer premio en el Concours de Bagnolet con Vague Café, así como el premio del Ministerio de Cultura. El 2 de septiembre del mismo año fundó su propia compañía, la DCA (Diversité, Camaraderie, Agilité). 
Ha hecho creaciones tanto para el escenario como para películas, anuncios y actos conmemorativos. Consiguió renombre internacional con Bleu Blanc Goude, desfile de Jean-Paul Goude del 14 de julio de 1989 (bicentenario de la revolución francesa), para el que coreografió "la danse des sabots", así como por la puesta en escena de la inauguración y clausura de los Juegos Olímpicos de invierno de Albertville en 1992.

En 1995 su compañía se instaló definitivamente en la Chaufferie (Seine-Saint-Denis), una antigua fábrica termoeléctrica, dónde se acoge también a otros coreógrafos e intérpretes.
En el curso de sus producciones, Decouflé hace nacer mundos improbables, poblados de personajes poéticos, de cuerpos elásticos, acróbatas, etc. Este universo mágico, sin límites, tiene su origen en la fascinación de Decouflé por el rock, los cómics, los ballets de O.Schlemmer y los shows de The Nicholas Brothers. De Alwin Nikolaïs aprendió la importancia tanto de luces como de vestuario. En los ateliers de Merce Cunningham, dedicados al trabajo de vídeo, estudió los problemas de la distancia y la geometría, así como las reglas de la óptica y el movimiento. Las técnicas de circo proporcionan a sus creaciones de danza una cualidad elástica e inalcanzable que las caracteriza con un lenguaje propio de desarticulaciones y deslizamientos sutiles. Sus movimientos se alargan, o por el contrario, se contienen, según el humor de una imaginación nutrida por sus dotes de dibujante y por las ideas de sus colaboradores, como Ph.Guillotel en el vestuario o Jean Rabasse en los decorados.

Impulsado por un deseo de placer, se opone a enfrentar una puesta en escena espectacular con la danza contemporánea, luchando por convertir a ésta en un arte popular.

## Obras

### Creaciones
- Duo (1982)
- Vague café (1983)
- Fraîcheur limite (1983)
- Surprises (1983)
- Soupière de luxe (1984)
- Tranche de cake (1984)
- Codex (1986)
- Tutti (1987)
- Technicolor (1988)
- Novembre (1990)
- Triton (1990)
- Cargo (1992)
- Petites Pièces Montées (1993)
- Denise (1995)
- Decodex (1995)
- Dora (1996)
- Marguerite (1997)
- Shazaam! (1998) con una versión especial para el Ballet de la Ópera de París en 2001.
- Triton 2 et les Petites Tritures (1998)
- Triton 2 ter (1999)
- Cyrk 13 (2000)
- Solo (2003)
- Production du Japon (2003)
- Tricodex (2004)

### Vídeos y cortometrajes
- La voix des légumes (1982)
- Jump (1984)
- Caramba (1986)
- Codex le film (1987)
- True Faith (1987)
- She drives me crazy (1988)
- Le Dernier Chaperon Rouge (1994)
- Le P'tit Bal (1994)
- Abracadabra (1998)

### Anuncios y campañas publicitarias
- Anuncio en Bélgica para Moovy yogur con dos gustos, banana y fresa (1988)
- Anuncio para Dior (no se llegó a emitir 1988)
- Anuncio para Polaroïd (1988)
- Campaña publicitaria en Japón de las tiendas LOFT (1990)
- Campaña publicitaria para TV France Télécom (1996)

### Otros
- Trio épouvantable (1984), performance con motivo de la Inauguración del Théâtre Contemporain de la Danse.
- Danz Folklorik Martiennes (1985), performance en Ruan.
- La Marseillaise (1989), desfile en los Champs-Élysées con motivo del bicentenario de la revolución francesa.
- Cérémonies d'ouverture et de clôture des Jeux Olympiques d'hiver d'Albertville (1992)
- L'art en parade (1997), proyecto para el Atelier des enfants au Centre Georges Pompidou.
- Cérémonie d'ouverture du cinquantenaire du Festival International du Film de Cannes (1997)
- Festival Hué 2000-Vietnam (8-20 de abril de 2000)

## Premios
- Primer premio por Vague café en el Concours de Bagnolet, en 1983.
- Premio del Ministerio de Cultura en 1983.
- MTV Award en Londres por el videoclip True Faith al grupo inglés New Order, en 1987.
- León de Oro en Venecia por el spot publicitario para Polaroïd en 1988.

## La Chaufferie
La Chaufferie es la sede oficial de la compañía DCA desde 1993. Este edificio, construido en 1952 por el arquitecto André Lurçat, sirvió como fábrica termoeléctrica a Saint-Denis durante años. En 1993 Patrick Braouezec invitó a Philippe Decouflé y su troupe a establecerse en este lugar, para lo cual fueron necesarias numerosas obras y remodelaciones. La fábrica, de 700 metros cuadrados, ha pasado a convertirse en sede y teatro de la compañía, así como lugar de residencia para distintos coreógrafos y compañías invitadas, y lugar de encuentro para ateliers dirigidos a jóvenes intérpretes y bailarines.